# Sinar Manik
Sinar Manik is een bestuurslaag in het regentschap Bangka Barat van de provincie Bangka-Belitung, Indonesië. Sinar Manik telt 1868 inwoners (volkstelling 2010).